# Le meraviglie
Le meraviglie (internationale titel: The Wonders) is een Italiaans-Zwitsers-Duitse film uit 2014 onder regie van Alice Rohrwacher. De film ging in première op 18 mei op het Filmfestival van Cannes waar hij de Grand Prix behaalde en had zijn Belgische avant-première op het Film Fest Gent 2014.

## Verhaal
De film vertelt het verhaal van vier zussen die opgroeien in een familie van imkers op het platteland van Umbrië, op de grens met Toscane. Ze groeien op beschermd door de vader en op het tempo van de opeenvolging van de seizoenen van de honingbijen. Hun leven wordt verstoord wanneer Milly Catena en haar televisieploeg neerstrijkt op het platteland. Ze zijn voor hun realityshow op zoek naar een authentieke familie. Voor de oudste van de zussen, de rusteloze Gelsomina, gaat plots een heel nieuwe wonderlijke wereld open.

## Rolverdeling
| Acteur                | Personage    |
| --------------------- | ------------ |
| Maria Alexandra Lungu | Gelsomina    |
| Alba Rohrwacher       | Angelica     |
| Sam Louwyck           | Wolfgang     |
| Sabine Timoteo        | Cocò         |
| Agnese Graziani       | Marinella    |
| Monica Bellucci       | Milly Catena |

## Productie
Het filmen begon in augustus 2013 op het platteland in Toscane in de provincie Grosseto tussen de dorpen Sorano, Sovana, San Quirico en Bagni San Filippo. Er werd ook gefilmd aan het meer van Bolsena en in het bijzonder op het eiland Bisentina.

## Prijzen & nominaties
| jaar | prijs                   | categorie                                 | genomineerde(n)       | uitslag     |
| ---- | ----------------------- | ----------------------------------------- | --------------------- | ----------- |
| 2014 | Filmfestival van Cannes | Grand Prix                                | Alice Rohrwacher      | Gewonnen    |
| 2014 | Nastro d'Argento        | Premio Guglielmo Biraghi – Speciale prijs | Maria Alexandra Lungu | Gewonnen    |
| 2014 | Nastro d'Argento        | Regista del Miglior Film                  | Alice Rohrwacher      | Genomineerd |
| 2014 | Nastro d'Argento        | Migliore Sceneggiatura                    | Alice Rohrwacher      | Genomineerd |
| 2014 | Nastro d'Argento        | Miglior Montaggio                         | Marco Spoletini       | Genomineerd |